# Ludovic Chammartin
Ludovic "Ludo" Chammartin, (* 31. leden 1985 Fribourg, Švýcarsko) je reprezentant Švýcarska v judu.

## Sportovní kariéra
S jude začínal v 7 letech Romontu pod vedením Joëla Grandjeana. Po vyučení automechanikem odjel na doporučení svého osobního trenéra Jošijuki Hirana na 3 měsíce do Japonska, kde se zdokonaloval v technice. V reprezentaci spolupracoval s několika trenéry Gillesem Spaggiarim, Ranem Grünenfelderem, ale mezi evropskou špičku se začal prosazovat až s příchodem Giorgia Vismary. V roce 2012 získal dostatek kvalifikačních bodů pro účast na olympijských hrách v Londýně. Svojí olympijskou premiéru ukončil v prvním kole s Korejcem Čchö Kwang-hjonem. V roce 2016 si zajistil přímou kvalifikaci na olympijských hrách v Riu a vypadl ve druhém kole s Uzbekem Diyorbekem Urozboevem.

### Vítězství
- 2016 - 1x světový pohár (Casablanca)

## Výsledky
| Olympijské hry     | —   |   |     |     | —   |     |     |     | úč. |     |     |     | úč. |  |  |  |  |  |  |  |  |  |  |  |
| Mistrovství světa  |     | — |     | —   |     | úč. | úč. | úč. |     | úč. | úč. | úč. |     |  |  |  |  |  |  |  |  |  |  |  |
| Evropské hry       |     |   |     |     |     |     |     |     |     |     |     | 3.  |     |  |  |  |  |  |  |  |  |  |  |  |
| Mistrovství Evropy | —   | — | úč. | úč. | úč. | úč. | úč. | úč. | úč. | 2.  | úč. | 3.  | úč. |  |  |  |  |  |  |  |  |  |  |  |
| ME do 23 let       | —   | — | 3.  | —   |     |     |     |     |     |     |     |     |     |  |  |  |  |  |  |  |  |  |  |  |
| ME juniorů         | úč. |   |     |     |     |     |     |     |     |     |     |     |     |  |  |  |  |  |  |  |  |  |  |  |